# Björk

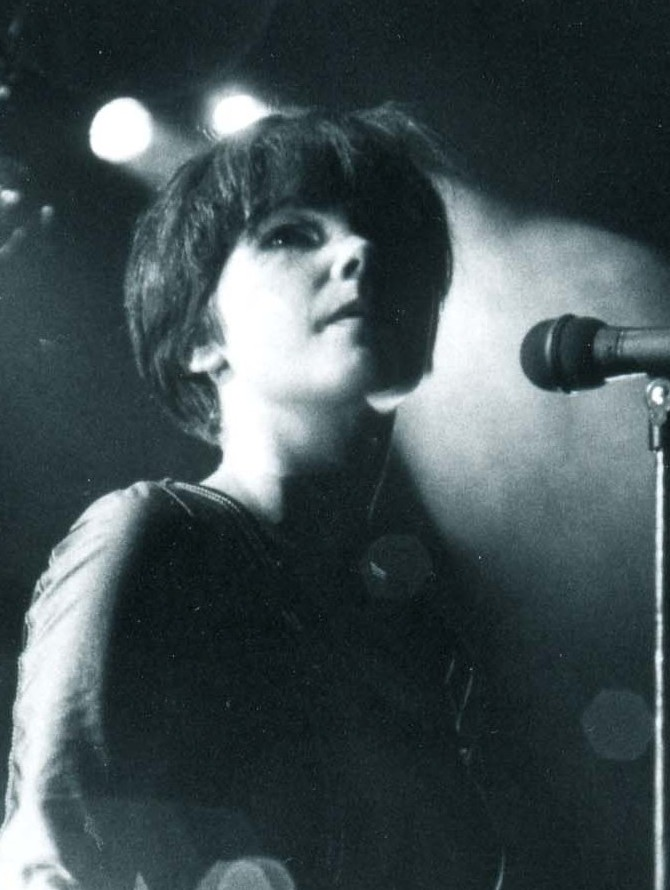
Björk v roce 1992

Björk Guðmundsdóttir ( [ˈpjœr̥k ˈkvʏðmʏnstoʊhtɪr]) (* 21. listopadu 1965 v Reykjavíku) je islandská zpěvačka a herečka. Během své kariéry vystřídala několik hudebních stylů: pop, punk rock, trip hop, jazz, ambient, folk a klasickou hudbu.
Je podruhé vdaná. S prvním manželem Thorem Eldonem má syna Sindriho, s druhým manželem Matthewem Barneym má dceru Ísadóru.

## První hudební krůčky
Svoji hudební kariéru odstartovala už ve svých jedenácti, když začala chodit na hodiny klavíru na základní škole. Jeden z jejích učitelů v té době poslal nahrávku písně Love to Love do RÚV, tehdy jediné rozhlasové stanice na Islandu. Tato nahrávka byla skutečně odvysílána a ona pak téměř okamžitě dostala nabídku od nahrávací společnosti Fálkinn. A tak mohl v roce 1977 vzniknout její debut, na kterém se podílel i její nevlastní otec, jenž ji doprovázel na kytaru. Na této desce je několik islandských dětských písniček, coververze tehdejších hitů a dokonce i Fool on the Hill od Beatles, zpívaná v islandštině. Tato deska se na Islandu stala platinovou a dnes je vysoce ceněným sběratelským kouskem.
Ve svých čtrnácti byla ovlivněna punk rockem, což vyústilo v založení dívčí punkové skupiny Spit and Snot. V roce 1980 úspěšně ukončila střední školu. V roce 1981 založila spolu s baskytaristou Jakobem Magnússonem další kapelu, která se jmenovala Jam-80, později Tappi Tíkarrass. V témže roce jim vyšel singl Bítið Fast í Vítið. Další album se jmenovalo Miranda a vyšlo v roce 1983.
Další projekt se jmenoval KUKL (což v islandštině znamená magie) a kromě ní se ho účastnilo dalších pět islandských hudebníků. Napsali společně několik písní a po čtrnáctidenním zkoušení konstatovali, že už jsou docela sehraní. Jejich hudba je často označována jako gothic rock. Tady už se objevují náznaky, kterým směrem se zpěv dále ubíral. Skupina KUKL uspořádala koncertní šňůru po celém Islandu s britskou punkovou skupinou Crass a vydala dvě alba: The Eye (1984) a Holiday in Europe (1986).
Pak se seskupení KUKL rozpadlo, což bylo zčásti zaviněno i uzavřením jejich nahrávací společnosti Gramm.
V létě 1986 se dali dohromady někteří členové KUKLu a surrealistické skupiny Medusa a dohromady vytvořili umělecký spolek Smekkleysa. Ten měl hudební sekci, která dostala název The Sugarcubes. Smekkleysa i The Sugarcubes uvádějí jako oficiální datum vzniku den, kdy se jí narodil syn Sindri.

## Hlavní hudební projekty a nahrávky

### The Sugarcubes
První singl The Sugarcubes se jmenoval Ammæli (měl i anglický název Birthday) a v Británii zabodoval natolik, že se stal singlem týdne. Netrvalo dlouho a The Sugarcubes byli osloveni nahrávací společností One Little Indian, která jim nabídla spolupráci. Tento label založil baskytarista skupiny Flux of Pink Indian, se kterou The Sugarcubes hráli při svém vystupování ve Velké Británii. The Sugarcubes se postupem času stávali stále známější a kultovnější kapelou. Začaly přicházet nabídky i od velkých nahrávacích firem, ale členové skupiny všechny tyto nabídky odmítli. Raději zvolili cestu tvůrčí svobody než tučné honoráře. Tomuto labelu zůstala věrná dodnes. První album The Sugarcubes dostalo název Life is Good a vyšlo v roce 1988. Album dosáhlo mezinárodního úspěchu, což se do té doby nepodařilo žádné islandské skupině. Björk sama ovšem během svého působení v The Sugarcubes spolupracovala na řadě vedlejších projektů. Jeden z nich byla nahrávka Gling-Gló, což byla směs jazzových standardů i originálního jazzu většinou zpívaná v islandštině. Björk tu zpívá za doprovodu islandského jazzového Tria Guðmundar Ingólfssonar. Deska vyšla pouze na Islandu. Björk také zpívala na albu formace 808 State, které se jmenovalo Ex:el. Tato spolupráce prohloubila její zájem o house.

### Debut
V roce 1992 se The Sugarcubes rozpadli, protože každý z členů měl jiný názor na to, jak by se jejich hudba měla vyvíjet. Dohodli se, že si raději dají přestávku, než aby riskovali hádky a ohrožení vzájemného přátelství. Jestli mělo jít skutečně o přestávku, nebo definitivní konec The Sugarcubes, nevěděl nikdo. Björk se přestěhovala do Londýna a začala přemýšlet o sólové kariéře. To vyústilo ve spolupráci s producentem Nelleem Hooperem, jenž v té době spolupracoval s Massive Attack a mnoha dalšími. Spolupráce přinesla ovoce v podobě prvního sólového singlu Björk Human Behaviour. Její první sólové album, které se jmenuje jednoduše Debut, vyšlo v červnu 1993. Kritici na něj pěli chválu, britský hudební časopis New Musical Expres mu dokonce udělil cenu Deska roku a ve Spojených státech získal Debut platinovou desku. V britských hudebních cenách Brit Awards v roce 1994 vyhrála hned ve dvou kategoriích: nejlepší zahraniční zpěvačka a zahraniční objev. Na albu Debut jsou zastoupené jednak písně, jež si ona sama napsala už jako teenagerka, jednak také písně, které vznikly společnou prací s Hooperem.
Úspěch tohoto alba jí otevřel dveře ke krátkým spolupracím s jinými umělci. Spolupracovala například s Davidem Arnoldem na singlu Play Dead, který byl napsán k filmu The Young Americans (1993). Na pozdějších vydáních Debutu je tato píseň přidána jako bonus. Další spolupráce byla s Trickym na albu Nearly God.

### Post
Už v roce 1994 začala pracovat na svém druhém sólovém albu. Za své spolupracovníky si tentokrát vybrala Nelleeho Hoopera, Trickyho, Grahama Masseyho z formace 808 State a hudebního producenta Howie B. Album dostalo název Post a stejně jako na předchozím albu Debut jsou na něm písně, které napsala v předchozích letech. Jednotlivé písně vznikaly každá zvlášť a texty jsou hlavně o mezilidských vztazích a lásce obecně (což je jedno z nejoblíbenějších témat Björk).
V této době také vystupovala v sérii televizních akustických koncertů MTV Unplugged. Album Post vyšlo v červnu 1995 a dosáhlo až na druhou příčku v britském žebříčku, ve Spojených státech se opět stalo platinovým. Singlu It's Oh So Quiet, nečekaného vánočního hitu, se jen ve Velké Británii prodalo 400 tisíc kopií. V lednu 1997 vyšlo album Telegram, na kterém jsou remixy skladeb z alba Post a jako bonus píseň My Spine.

### Homogenic
Uplynul více než rok a světlo světa spatřilo album Homogenic. Šlo o předzvěst radikální změny její dosavadní image („tajemný skřítek z Islandu“), kterou si vytvořila dvěma předchozími alby. Na tomto albu spolupracovala hlavně s producenty Markem Bellem z LFO a s Howiem B, ale také s Eumirem Deodato. Homogenic bylo její první koncepční album a ve své době její nejexperimentálnější a nejextrovertnější album. Textově i hudebně popisuje pestrobarevné islandské krajiny. Nejvíce je to slyšet v písni Jóga, která míchá zvuk smyčců a nasamplovaných temných beatů. Ve Spojených státech získalo album v roce 2001 zlatou desku a o pět let později i desku platinovou. Singl All Is Full of Love byl vůbec prvním DVD singlem ve Spojených státech a prošlapal tak cestičku ostatním kapelám a interpretům. Od té doby se stalo standardem přidávat na singly klipy nebo jiný multimediální obsah.
V roce 2000 si Björk zahrála postavu slepé československé emigrantky Selmy ve filmu Larse von Triera Tanec v temnotách. V témže roce získala za svůj výkon Zlatou palmu na filmovém festivalu v Cannes. Současně také nahrála k tomuto filmu soundtrack, který se jmenuje jednoduše Selmasongs a kde se jako host objevuje například Thom Yorke z kapely Radiohead.

### Vespertine
V roce 2001 vyšlo album Vespertine. Je plné citlivých vokálů, které jsou podbarveny drobnokresbou jemných beatů. K nahrávání byl přizván komorní orchestr, sbory, DJ a experimentátor se zvukem Matmos, dánský DJ Thomas Knak a harfenistka Zeena Parkins. Texty k písním napsali americký básník E. E. Cummings, americký nezávislý filmař Harmony Korine a anglická dramatička Sarah Kane. Souběžně s vydáním tohoto alba vyšla i kniha dosud nepublikovaných próz a nezveřejněných fotografií s názvem Björk. Po vydání alba Vespertine se vydala na koncertní turné po evropských a amerických divadlech a operách. Doprovázeli ji DJ Matmos, Zeena Parkins a Sbor Inuit, s nímž krátce předtím podnikla sérii koncertů v Grónsku. V době, kdy se album Vespertine objevilo na pultech, se velmi dobře prodávala i její ostatní alba, jichž si do konce roku fanoušci koupili více než 2 milióny kusů.

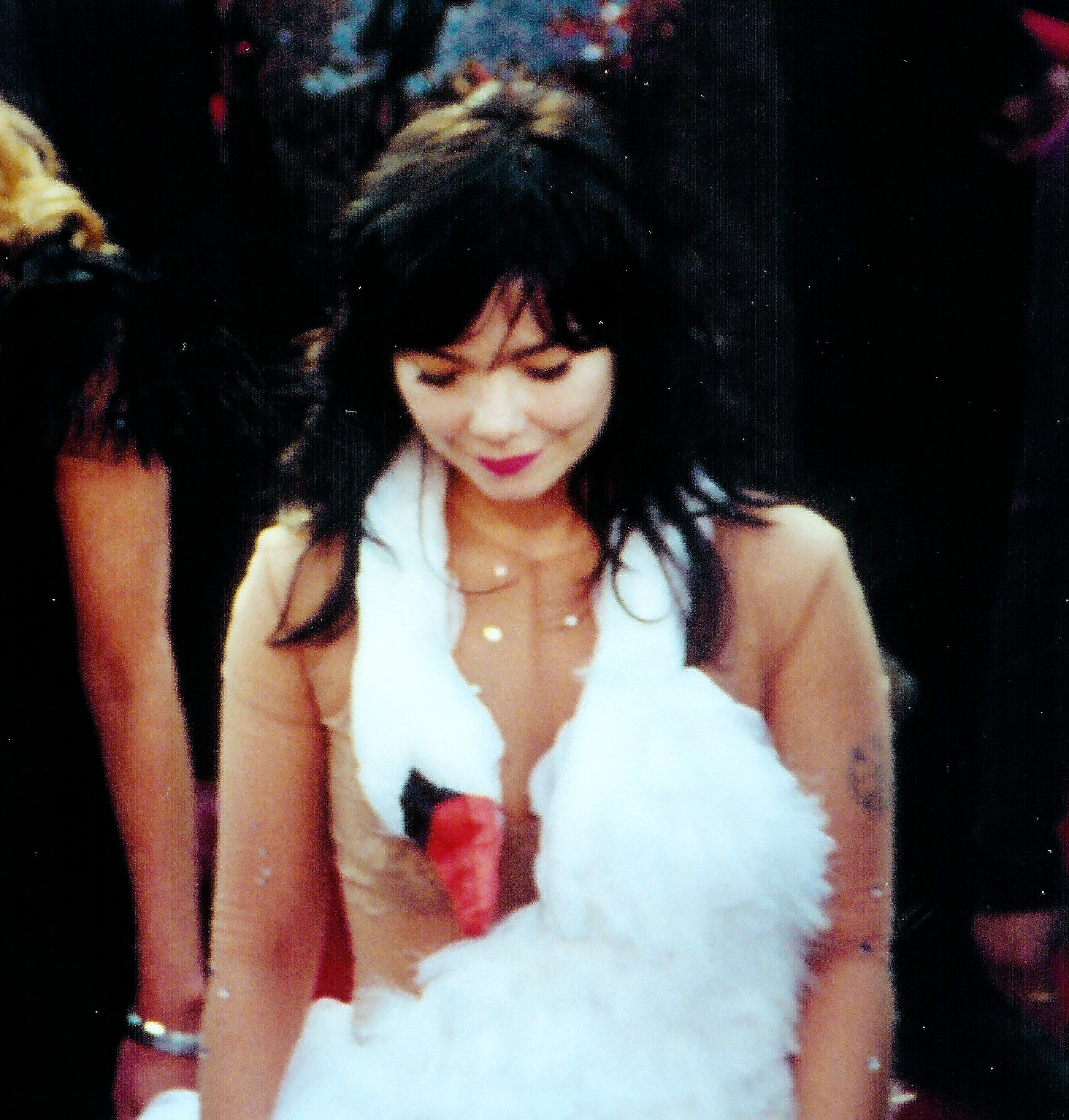
Björk v labutím obleku, rok 2001

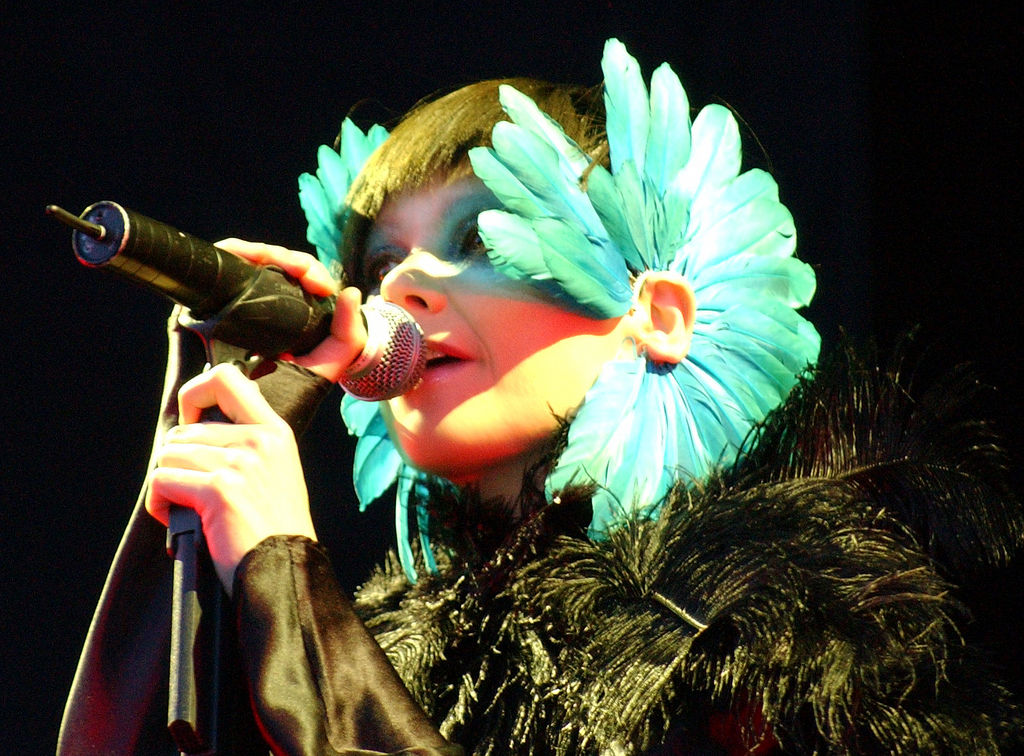
Björk v roce 2003 v obvyklém koncertním kostýmu

Z alba Vespertine pocházejí tři singly: Hidden Place, Pagan Poetry a Cocoon. Americký hudební televizní kanál MTV2, který se věnuje alternativnější a nezávislejší hudbě, než je tomu u klasické MTV, zpočátku hrál velmi často první videoklip Hidden Place. Ten byl nedlouho potom vydán jako DVD singl. Druhý videoklip už tato stanice nevysílala, protože v něm Björk odhalila své poprsí a navíc obsahoval upravené a deformované sexuální scény. Klip byl sice zpočátku několikrát uveden, ovšem inkriminované pasáže byly cenzurovány. Později byl videoklip stažen z programu docela. V roce 2002 byl v pozdních nočních hodinách uveden necenzurovaný ve speciálu MTV2 Nejkontroverznější videoklipy. Třetí videoklip byl k písni Cocoon, jehož autorkou je Japonka Eiko Išioko a který také nebyl na MTV vysílán. Důvodem byla opět nahota: přestože ji postupně pevně obepínala červená příze, vystupovala na začátku klipu zdánlivě nahá.

### Medúlla
V srpnu 2004 jí vyšla řadová deska Medúlla. Po dvou promyšlených konceptuálních albech vznikala Medúlla z improvizací. Nahrávalo se na 18 různých místech téměř po celém světě (například v New Yorku, na Islandu, v Benátkách či na Kanárských ostrovech). Většina zvuků je tvořena pouze vokály a beatboxem, elektronické zvuky se ozývají jen zřídka. Tentokráte si přizvala eskymáckou hrdelní zpěvačku Tanyu Tagaq, hip-hopového beatboxera Rahzela, japonského beatboxera Dokaku, rockera Mike Pattona (bývalý sólový zpěvák skupiny Faith No More), členy britské psychedelické rockové skupiny Soft Machine, bubeníka (ovšem tentokráte v roli zpěváka) Roberta Wyatta a několik různých pěveckých sborů.
V srpnu 2004 zpívala píseň Oceania na zahajovacím ceremoniálu letních olympijských her v Athénách. Tato skladba byla napsána speciálně pro tuto příležitost. Jak už je pro ni typické, její vystoupení bylo velmi neobvyklé. Během jejího zpěvu se z jejích šatů postupně odmotávala obrovská mapa světa (měřila 900 m²), která pak vlála nad hlavami všech sportovců. Kromě tohoto vystoupení nedoprovázely vydání alba Medúlla žádné koncerty. Ona sama se nechala slyšet, že je to kvůli práci na dalším albu.

### Volta
V pořadí šestá řadová deska dostala název Volta. Vyznačuje se návratem k odlehčené formě, je více písničková. Tentokrát na několika tracích spolupracovala s věhlasným producentem Timbalandem, nazpívala dva duety s Antony Hegartym a v týmu se objevil i osvědčený producent Mark Bell. Z dalších hostů jsou to například hráč na koru Toumani Diabaté a konžská skupina Konono N°1.

## Diskografie

### Alba

#### Se skupinou KUKL
- 1984 – The Eye
- 1986 – Holidays in Europe (The Naughty Naught)

#### Se skupinou The Sugarcubes
- 1988 – Life's Too Good
- 1989 – Here Today, Tomorrow, Next Week!
- 1992 – Stick Around for Joy

#### Sólová kariéra
- 1977 – Björk
- 1993 – Debut
- 1995 – Post
- 1996 – Telegram, album remixů alba Post
- 1997 – Homogenic
- 2001 – Vespertine
- 2002 – The Greatests Hits, kompilace
- 2002 – Family Tree, průřez celou tvorbou (obsahuje i písně Sugarcubes), raritní nahrávky
- 2003 – Live Box, 4CD komplet, obsahuje živé nahrávky alb Debut, Post, Homogenic a Vespertine
- 2004 – Medúlla
- 2006 – (____surrounded):, všechna dosavadní alba obohacená o Dolby Digital 5.1 a DTS 5.1 zvuk
- 2007 – Volta
- 2011 – Biophilia
- 2015 – Vulnicura
- 2017 – Utopia
- 2022 – Fossora[2]

#### Soundtracky
- 2000 – Selmasongs, hudba z filmu Tanec v temnotách
- 2005 – Drawing Restraint 9, hudba ze stejnojmenného filmu

### DVD
- 2001 – MTV Unplugged / Live (One Little Indian)
- 2001 – Live at Shepherds Bush Empire (One Little Indian)
- 2001 – Live in Cambridge (One Little Indian)
- 2002 – Greatest Hits – Volumen 1993–2003 (One Little Indian)
- 2002 – Live at Royal Opera House (One Little Indian)
- 2003 – Vessel (One Little Indian)
- 2003 – Later with Jools Holland (One Little Indian)
- 2003 – Minuscule (One Little Indian)
- 2003 – Inside Bjork (One Little Indian)
- 2004 – The Inner or Deep Part of an Animal or Plant Structure (One Little Indian)
- 2005 – The Medúlla Videos (One Little Indian)
- 2009 – Voltaïc (One Little Indian)

## Filmy a cameo role
- 1982 – Rokk í Reykjavík (Íslenska Kvikmyndasamsteypan), režie Friðrik Þór Friðriksson.
- 1983 – Nýtt Líf, režie Þráinn Bertelsson.
- 1987 – The Juniper Tree, role Margit.
- 1994 – Prêt-à-Porter, role modelky, režie Robert Altman.
- 2000 – Dancer in the Dark (Tanec v temnotách), role Selma Ježková, režie Lars von Trier.
- 2005 – Drawing Restraint 9, postava "Host", režie Matthew Barney.
- 2005 – Screaming Masterpiece.
- 2005 – Arakimentari, dokument o japonském fotografovi Nobujoši Arakim.
- 2006 – Matthew Barney: No Restraint, dokument o natáčení Drawing Restraint 9.
- 2007 – Anna and the Moods, hlas Anny Young.